# 豐國神社 (名古屋市)
豐國神社（とよくにじんじゃ）是位于日本愛知縣名古屋市中村區的神社。舊社格為縣社。主祭神是豐臣秀吉。神社在中村公园內，豐臣秀吉的誕生地即位于神社左近，紧邻神社的东侧有「豐公誕生之地」之碑。位于中村公园东南部的妙行寺为加藤清正诞生之地，所以本神社也有摄社祭祀加藤清正。
参道入口有一座24米高的红色大鸟居（别称中村大鸟居），位于名古屋市营地下铁东山线中村公园站前。该鸟居高度与京都市平安神宫大鸟居相同，建立于1930年，为当时世界最高的鸟居。
神社虽然位于中村公园内部，管理上不归属于公园。

## 历史
1883年（明治16年），崇敬丰臣秀吉的人向爱知县令国贞廉平进言，希望在其出生地为其修建一座神社。1885年8月，神社向大众开放。实际建造完成的只是作为神社主体部分的神殿。
1901年，爱知县政府获得了神社及周围土地的所有权，县议会决议在其地创设公园。次年中村公园建立。
1921年，名古屋辖区扩大，所在地被划入。2年后归属权也被转让给名古屋市。中村町居民为了纪念并入名古屋市，开始计划建造纪念用的地标，最终于1929年，在参道入口建成了24米高的大鸟居。
1935年，名古屋议会通过了扩大中村公园的议案，扩建工程自1936年起至1939年止。包括神社的扩大、公园运动场的整修等。

## 建筑物
社殿规模不大，形制也较为朴素。拜殿右侧悬挂有丰臣秀吉肖像。社殿东侧立有“丰公诞生之地”的石碑。在参道入口有一座红色大鸟居，高24米。
中村公园内西南部有一座秀吉清正纪念馆，建立于1967年，原本为独立建筑物。在1991年经过改建后成为中村公园文化广场的一部分。

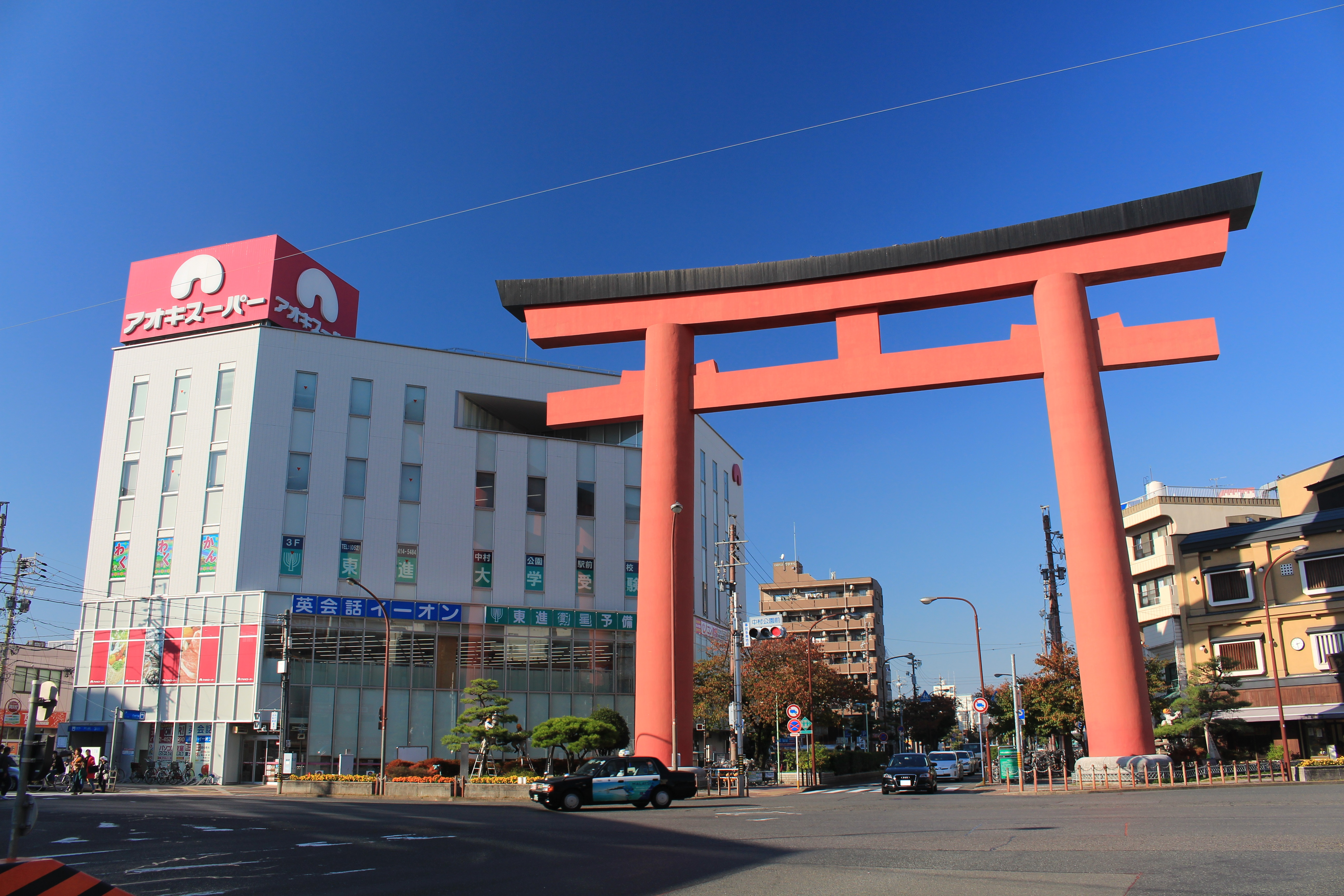
位于参道入口，即地下铁中村公园站前的大鸟居
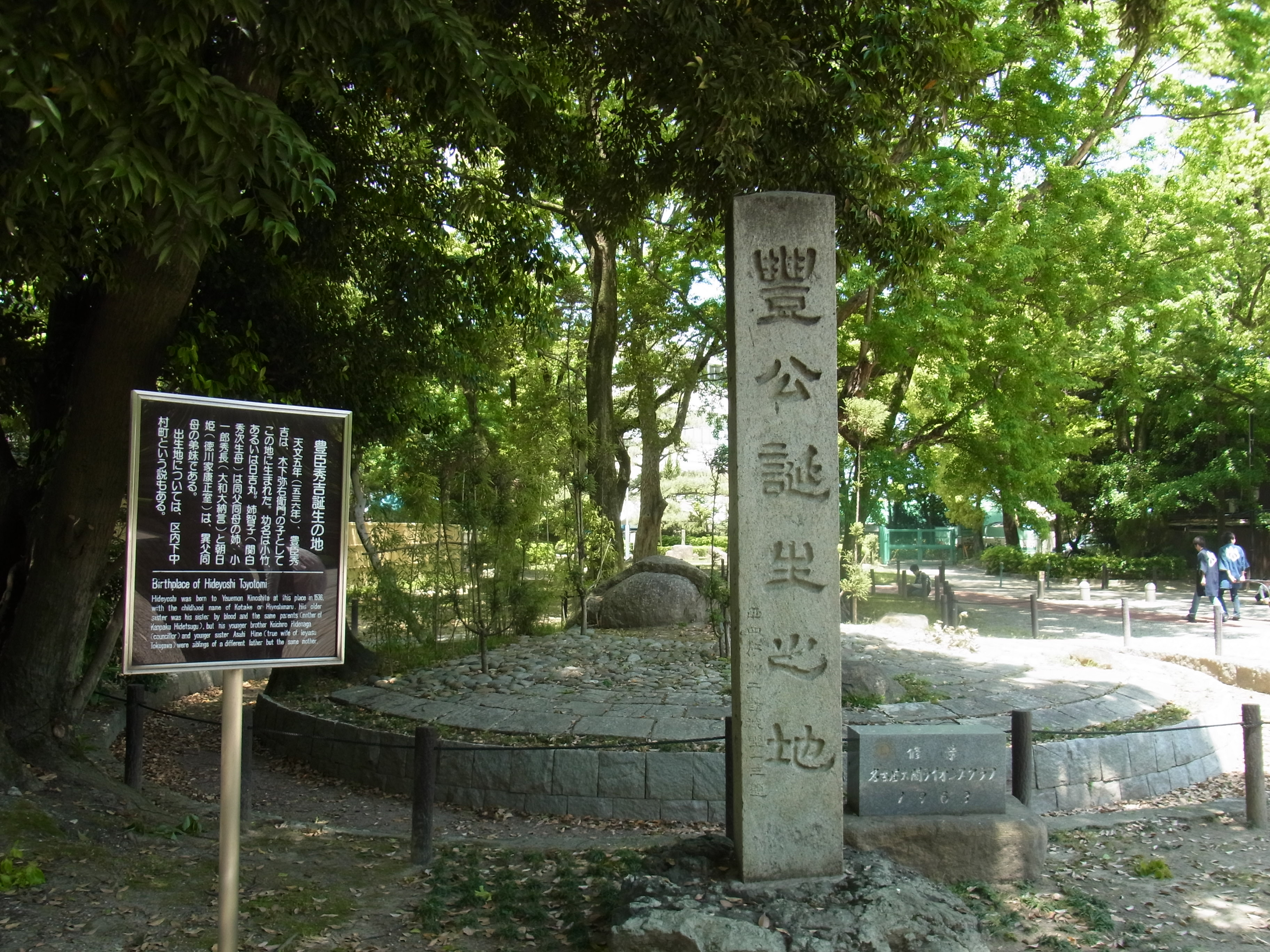
「豐公誕生之地」碑
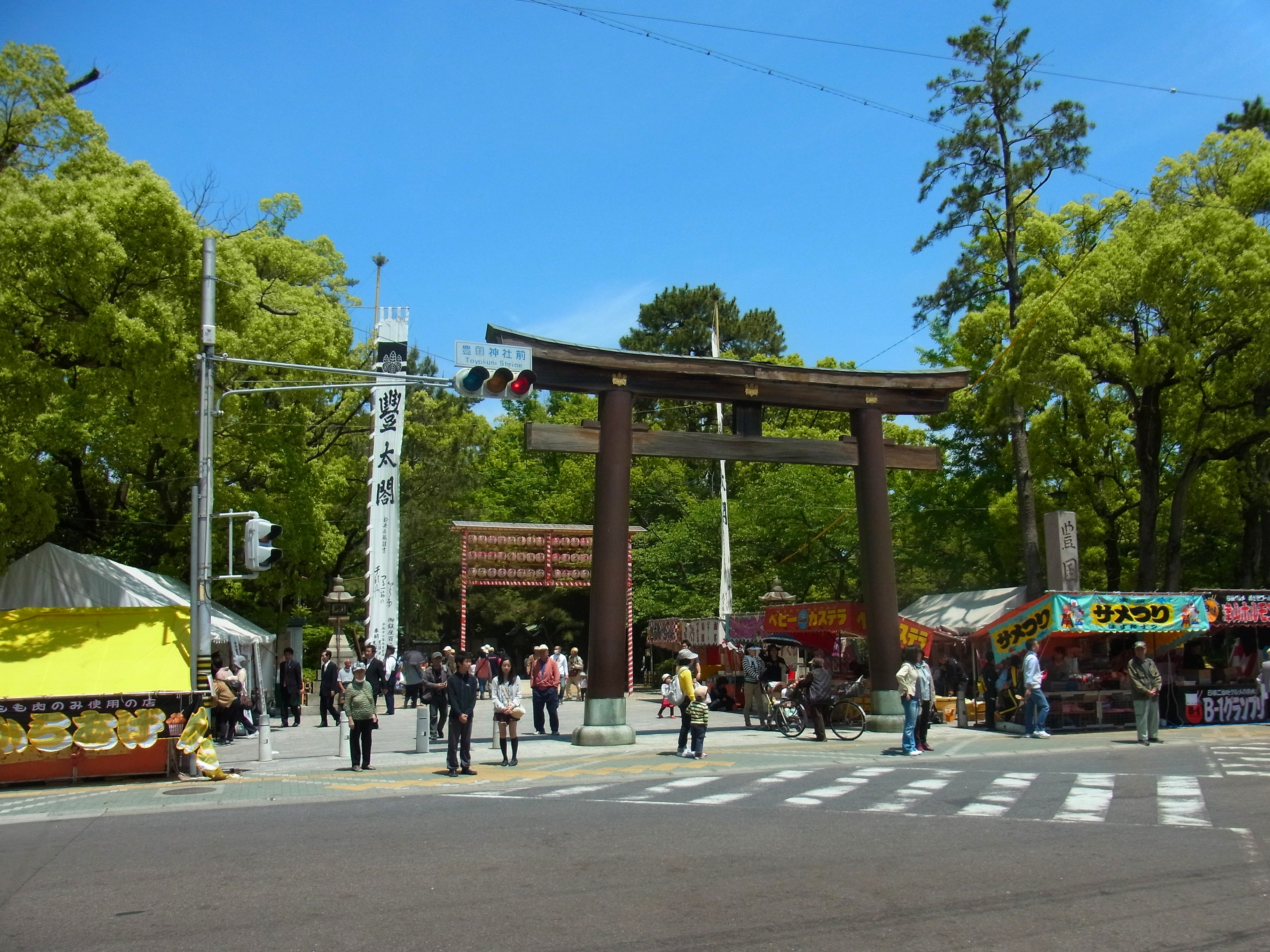
豊国神社（中村公园）入口
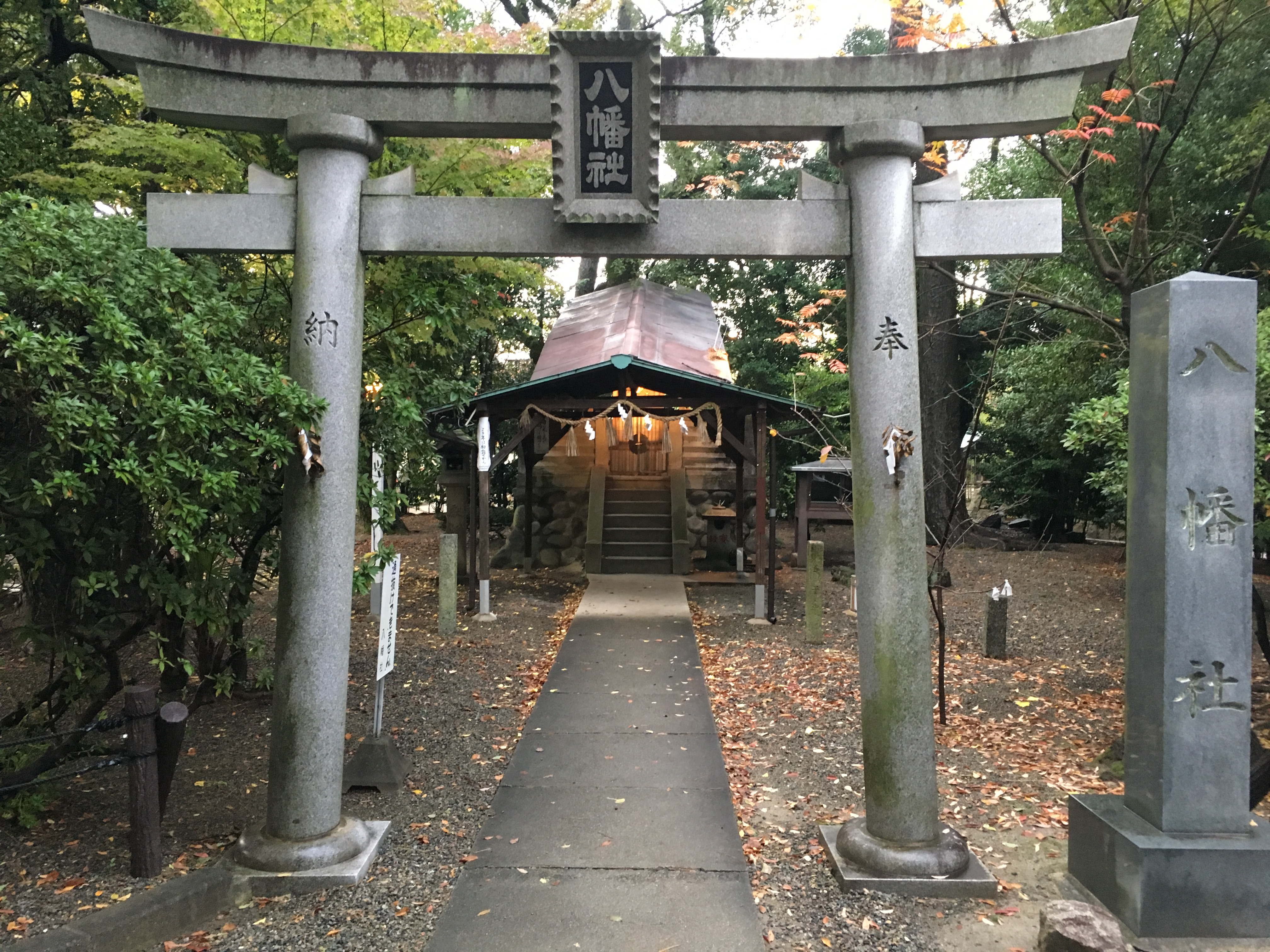
供奉加藤清正的八幡社，位于丰国神社西北方

## 祭日、活动

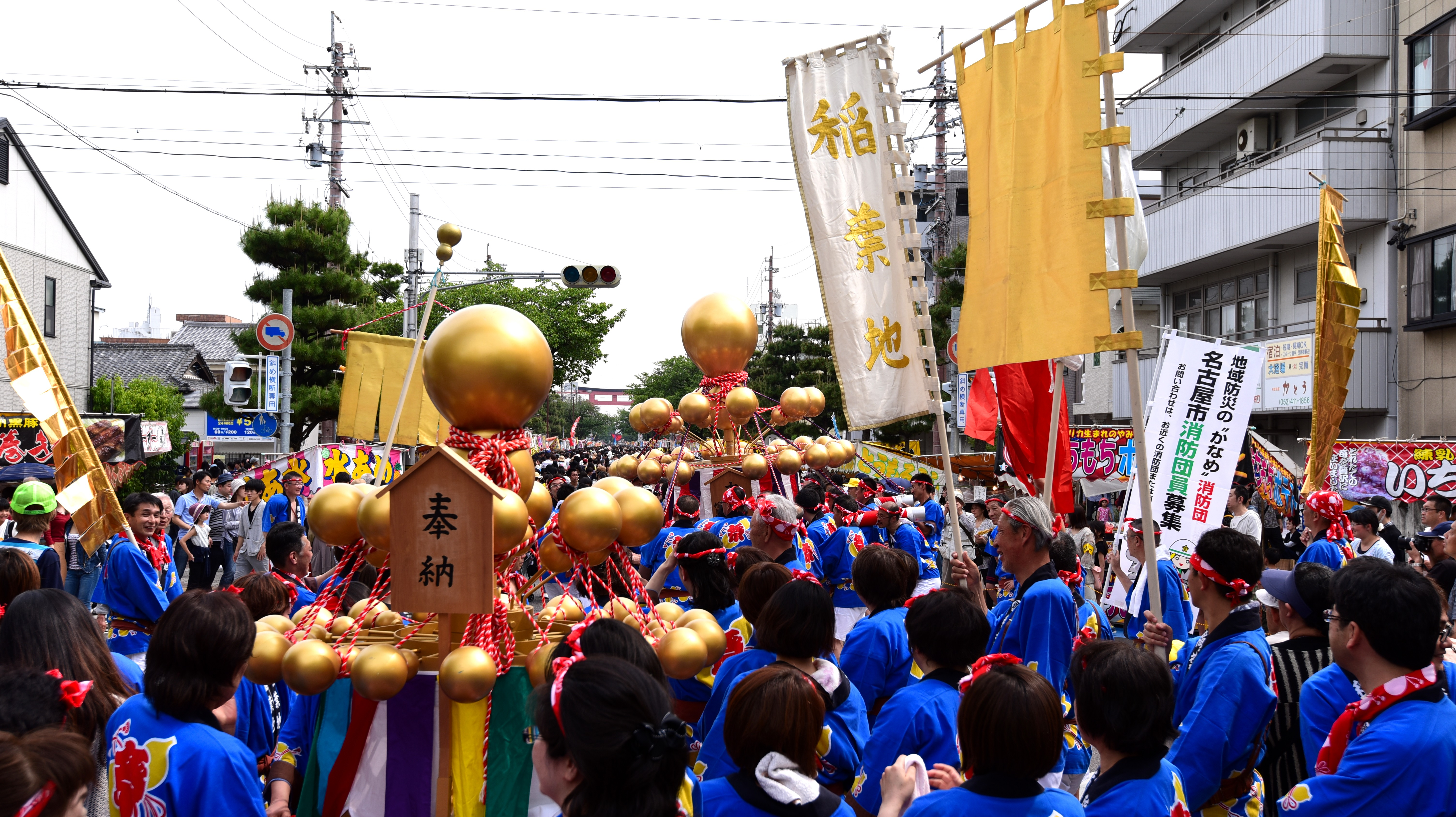
太阁祭

例祭为举行于5月18日前最后一个星期天的太阁祭。除了奉纳于神前的表演、街道中的神輿的游行之外，还有为60岁老人（日语称“还历”）祈愿的丰太阁头巾行列和祈愿儿童健康成长的出世稚儿行列等。
其余祭日为1月1日的元日祭、旧历新年的生诞祭（丰臣秀吉生日）、每月18日的月次祭、6月30日和12月31日的大祓。
这条参道上每月逢“9”之日（9日、19日、29日）举办称为“丰国参道九之市”的早市，至2017年已有60年历史。该早市2017年4月时有80家店铺参加。

## 關連項目
- 豐國神社
- 常泉寺 (名古屋市)（日语：常泉寺 (名古屋市)）（传说丰臣秀吉的出生地，位于该神社境内东侧）[10]
- 下中八幡宫（日语：下中八幡宮）（丰臣秀吉幼名日吉丸即得名于其境外社日吉神社）[11]